# Chutideth Maunchaingam
Chutideth Maunchaingam (thailändisch ชุติเดช เหมือนใจงาม, * 30. März 1996) ist ein thailändischer Fußballspieler.

## Karriere
Chutidet Maunchaingam stand 2019 beim Zweitligisten Air Force United unter Vertrag. Die erste Mannschaft spielte in der zweiten Liga, die U23-Mannschaft trat in der vierten Liga an. Für die U23 bestritt er 17 Ligaspiele in der Bangkok Metropolitan Region. In der zweiten Liga kam er nicht zum Einsatz. Ende 2019 zog sich der Verein aus dem Spielbetrieb zurück. Von Anfang 2020 bis Mitte 2020 stand er beim Uthai Thani FC unter Vertrag. Der Verein aus Uthai Thani spielte in der zweiten thailändischen Liga, der Thai League 2. Im Juli 2020 wechselte er zum Ligakonkurrenten Kasetsart FC nach Bangkok. Sein Zweitligadebüt für Kasetsart gab er am 17. Oktober 2020 im Heimspiel gegen den Sisaket FC. Hier stand der Torwart in der Startelf und spielte die kompletten 90 Minuten. Für Kasetsart stand er elfmal in der zweiten Liga im Tor. Zu Beginn der Saison 2021/22 wechselte er zum Ligakonkurrenten Customs Ladkrabang United FC. Für den Verein aus der Hauptstadt Bangkok stand er einmal in der zweiten Liga zwischen den Pfosten. Am 1. August 2022 wechselte er zum ebenfalls in der zweiten Liga spielenden Ayutthaya United FC. Nach einer Spielzeit ging er Anfang August 2023 zum Erstligisten Ratchaburi FC.